# Consonne spirante latérale rétroflexe voisée
La consonne spirante latérale rétroflexe voisée est un son consonantique assez rare. Le symbole dans l'alphabet phonétique international est [ɭ]. Son symbole est, comme toutes les consonnes rétroflexes, formé du symbole de la dentale correspondante auquel on a ajouté un hameçon rétroflexe.

## Caractéristiques
Voici les caractéristiques de la consonne occlusive nasale rétroflexe voisée :
- Son mode d'articulation est spirant, ce qui signifie qu'elle est produite en amenant un point d'articulation près d'un autre, sans toutefois créer une turbulence dans le courant d'air.
- Son point d’articulation est rétroflexe, ce qui signifie qu'elle est articulée avec la pointe de la langue retournée contre le palais.
- Sa phonation est voisée, ce qui signifie que les cordes vocales vibrent lors de l’articulation.
- C'est une consonne orale, ce qui signifie que l'air ne s’échappe que par la bouche.
- C'est une consonne latérale, ce qui signifie qu’elle est produite en laissant l'air passer sur les deux côtés de la langue, plutôt que dans le milieu.
- Son mécanisme de courant d'air est égressif pulmonaire, ce qui signifie qu'elle est articulée en poussant l'air par les poumons et à travers le chenal vocatoire, plutôt que par la glotte ou la bouche.

## En français
Le français ne possède pas ce son.

## Autres langues
On le trouve en norvégien et dans les langues dravidiennes tel que le tamoul ou le malayalam. Le nom de cette dernière contient d'ailleurs ce son : malayāḷaṃ (മലയാളം) se prononce dans cette langue [malayaːɭã].